# 青海島
青海島（おおみじま、おうみじま）は、山口県長門市の北の日本海にある島である。

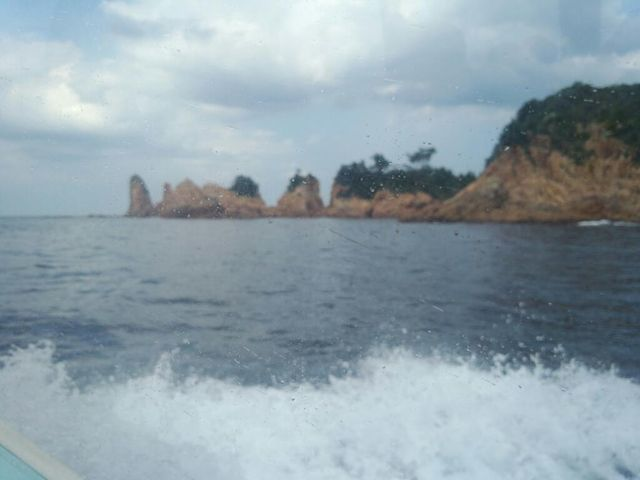
島の北岸にある海上アルプスの奇岩

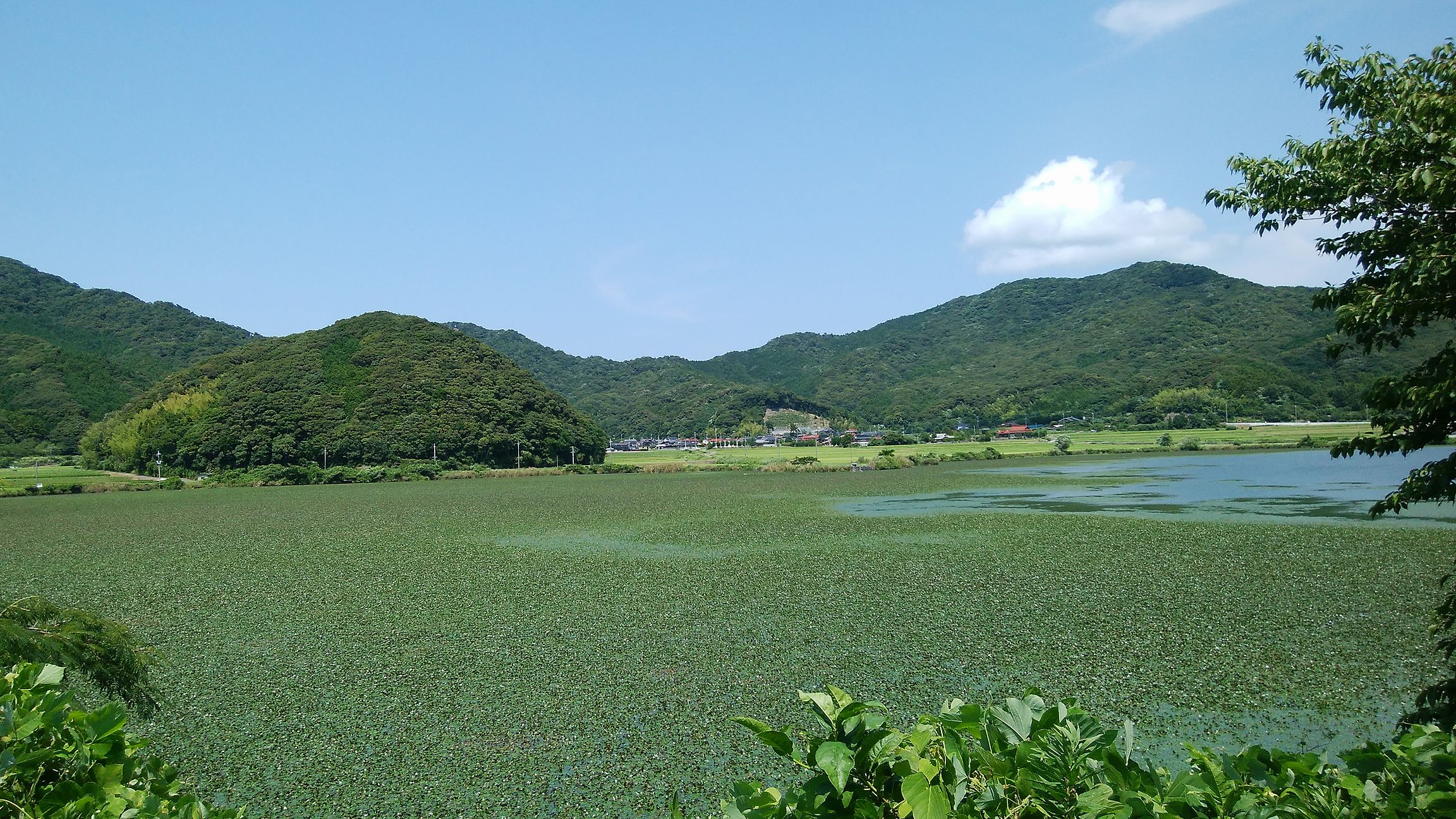
波の橋立より見る青海湖

## 地理
面積14平方キロメートル、周囲は約40キロメートル。最狭地点でおよそ50メートル離れている本土との間は青海大橋で連絡されている。島の最高点は北東側にある高山319.9メートル。外縁部はいくつかの小島が砂州でつながっている。島の北岸は日本海の荒波を受けた浸食地形となっており、その奇岩の並び立つ様子は「海上アルプス」とも称される。本土の仙崎港から観光遊覧船が発着しており、島の外周を一周することができる。島の南西には砂州の波の橋立に囲まれた潟湖の青海湖（おおみこ）がある。
北長門海岸国定公園を代表する景観の一つ。日本百景に選定されている。また国の名勝および天然記念物に指定されている。
市町村制施行当初は本土の一部を含めて大津郡仙崎通村（せんざきかよいむら）という一つの村であったが、1899年（明治32年）4月1日に青海島東部が通村に、西部と本土部分が仙崎村に分かれた後、昭和の大合併期の1954年（昭和29年）3月31日に通村と仙崎村が本土部の深川町・俵山村と合併して長門市が発足し、島全体が長門市の一部となっている。現在の町域は島の西側の旧仙崎村域が対岸の本土部とともに仙崎地区、東側の旧通村域が通地区となる。
通地区は漁港がある。通地区は江戸時代から明治時代末期まで沿岸捕鯨の基地として栄えたが、鯨を湾岸に追い込み漁師が鯨の上に飛び乗って銛を刺す古式捕鯨であり、近代捕鯨へは移行せず捕鯨は消滅した。向岸寺には当時捕獲された鯨の胎児を埋葬するための「鯨墓」（1692年建立、国の史跡）があり、約70体の鯨の胎児が埋葬されているほか、毎年鯨回向が執り行われ、鯨の霊を弔っている。また、現在でも地域に伝わる伝統芸能として「通鯨唄」が歌い継がれている。当時の沿岸捕鯨の様子については、向岸寺そばの「くじら資料館」に詳しい展示がある。
大日比に県花の夏みかん原樹があり、200年以上実をつけているが、今は根だけが原樹で上は接木である。
小学校については、通地区は地区内にある通小学校の校区、仙崎地区は本土部の仙崎小学校の校区となる。かつては仙崎地区にも青海島小学校があったが2006年に閉校、統合された。中学校については島全域が本土部の仙崎中学校の校区となる。

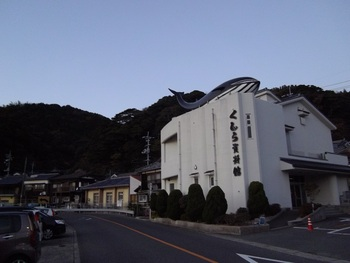
クジラ博物館、道路、漁港側より
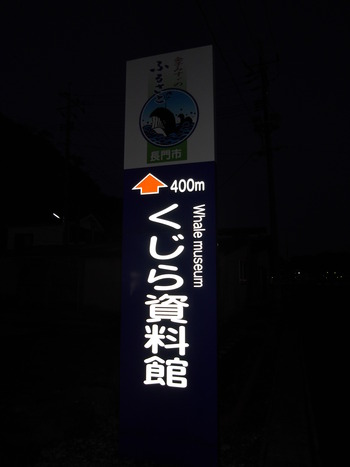
くじら資料館
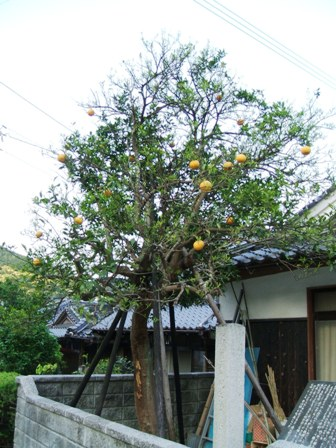
大日比の夏みかん原樹
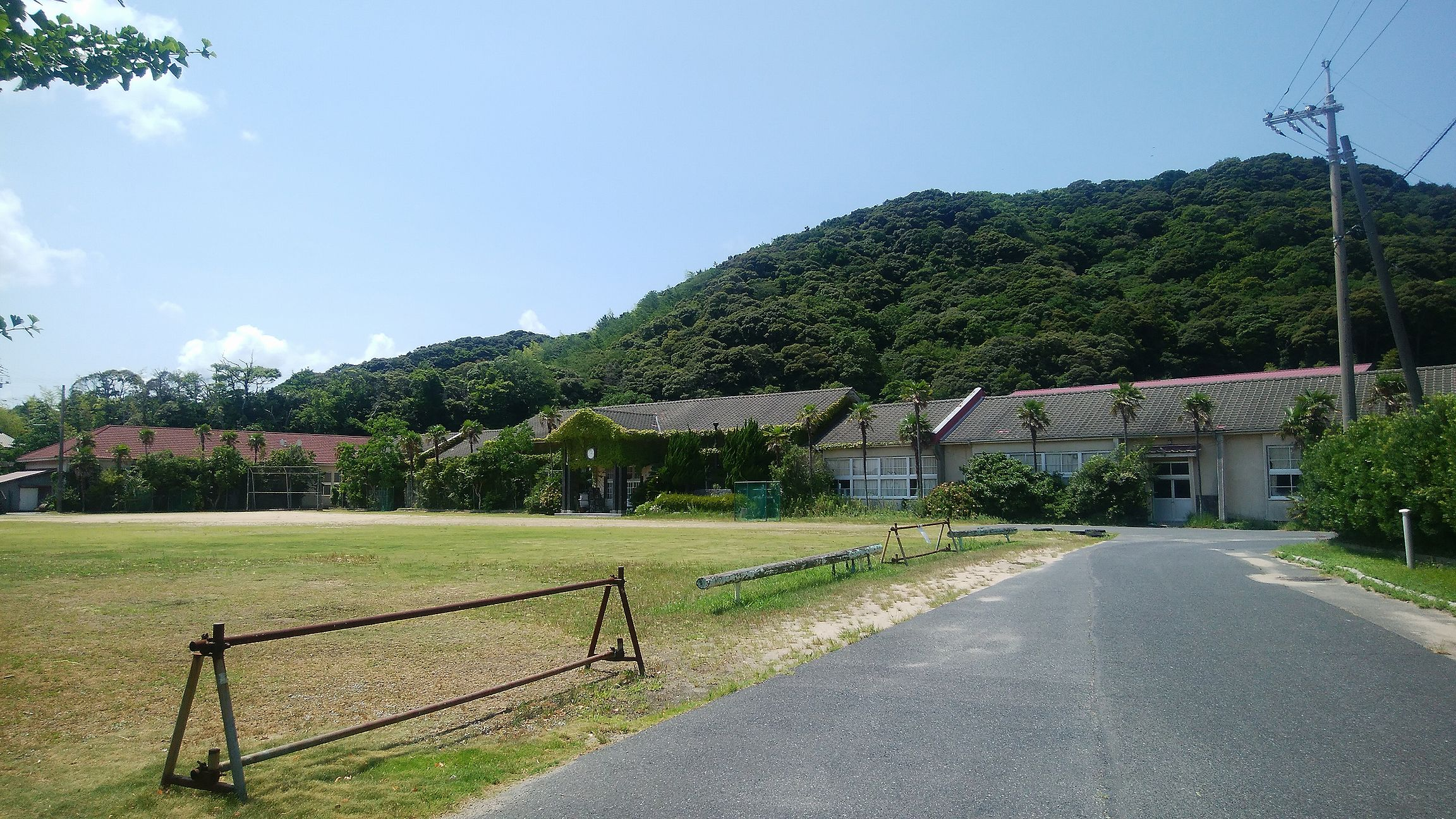
青海島共和国 旧青海島小学校の校舎を活用した観光施設

## 交通

### 道路
島南部の大泊と本土部の仙崎の間には青海大橋が架かっている。山口県道283号青海島線が青海大橋を経由し仙崎と通地区の間に通っている。大泊から島の西側の青海湖方面にも道路が通っている。

### 公共交通
サンデン交通が島内各地と本土の仙崎・長門市中心部・下関市を結ぶ路線バスを運行している。
- 俵山病院 - 俵山温泉 - 長門湯本駅 - 長門市駅 - 仙崎駅前 - 道の駅センザキッチン - 大泊 - 大日比 - 田の浦 - 通
- 準急：下関駅 - 唐戸 - 城下町長府 - 小月駅 - 菊川温泉 - 豊田町西市 - 俵山温泉 - 湯本温泉入口 - 長門市駅 - 仙崎駅前 - 道の駅センザキッチン - 大泊

かつては仙崎 - 青海間および仙崎 - 大日比 - 通間に航路があった。仙崎 - 青海間は青海大橋開通後間もない1966年3月31日限りで廃止された。仙崎 - 通間は青海大橋開通後も存続したが、県道青海島線と通地区中心部内を結ぶ道路が開通したため、1980年7月31日限りで廃止されている。

## 海水浴場として
島北側に船越の浜と呼ばれる青海島海水浴場があり、岩場で区切られて複数の砂浜がある。いずれも岩場系の浜であるため遊泳エリアは見た目より狭くなり、近年ではダイビングスポットとしての人気が高まっている。
バンガローやテントサイトが整備されているため、そのまま宿泊先としても利用可能。
透明度は高く、水質も良好であるがクラゲの発生量は多く、時期によっては遊泳に支障をきたす。
人工的な地形は少なく、天然地形がそのまま利用されている海水浴場である。
浜は島の北側だが、アクセスに用いる道路や駐車場は谷を通過した南側になるので外界から隔離されているような地形にもなっている。
また、立地条件から中国、韓国方面のラジオ電波を受信することができる。